# Accipiter novaehollandiae
El azor gris (Accipiter novaehollandiae) es una especie de ave rapaz diurna de la familia Accipitridae nativa de Australia y Tasmania.

## Descripción

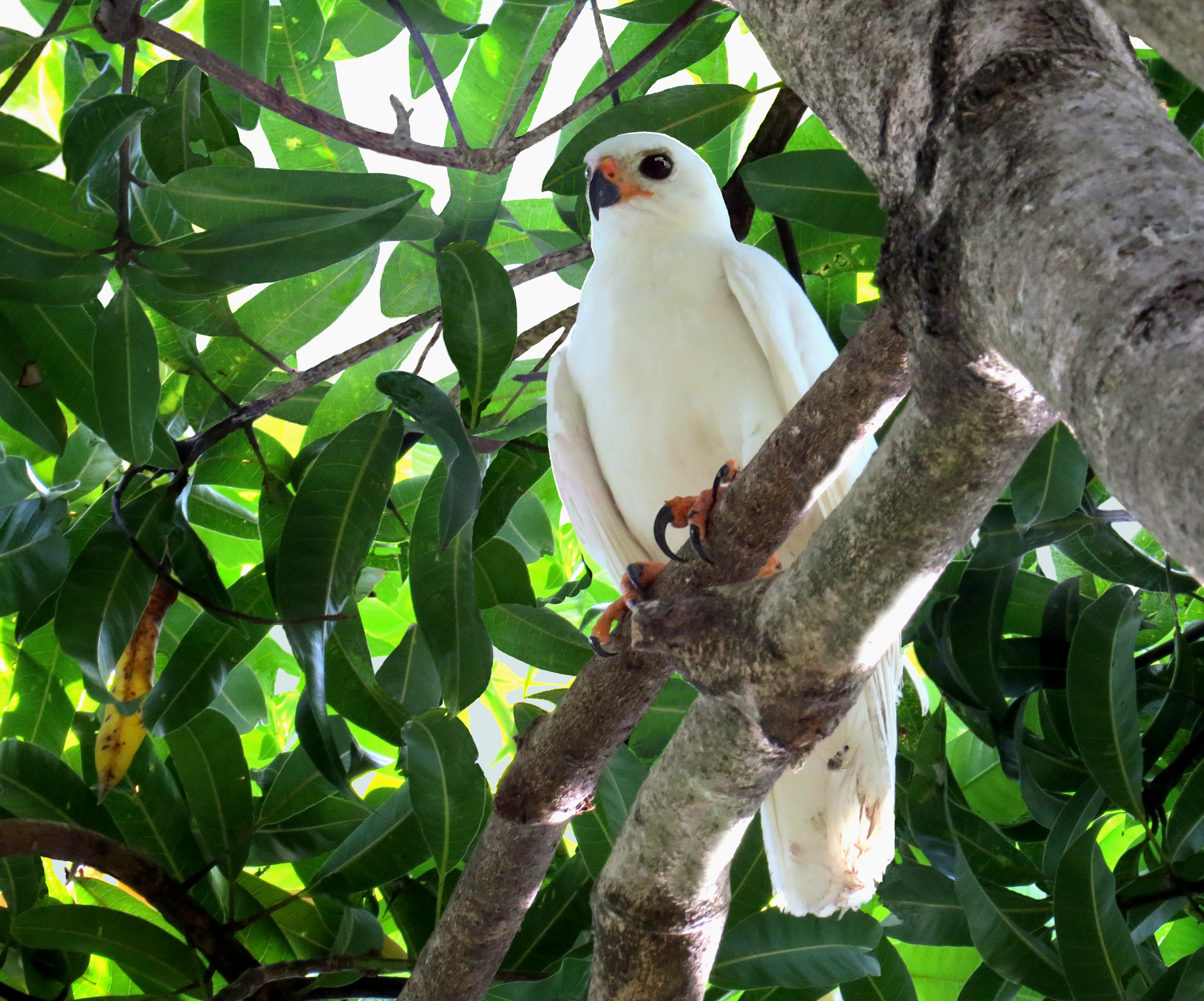
Morfo blanco

Es una especie polimórfica, el morfo gris tiene la cabeza y la espalda de color gris pálido, las puntas de las alas oscuras, el pecho y la cola de gris barrado, y las partes inferiores blancas. La forma blanca es la única ave rapaz en el mundo que es completamente blanca.
Mide entre 40–55 cm de longitud, con una envergadura de 70–110 cm. Las hembras son mucho más grandes que los machos, pesan aproximadamente 680 g y los machos 350 g en promedio.

## Distribución y hábitat
Sus hábitats preferidos son los bosques en los montes altos y cerca de los cursos de agua en las costas norte, este y sureste de Australia, Tasmania y rara vez en Australia Occidental. El azor variable localizado en las islas menores de la Sonda, las Molucas, Nueva Guinea y las Islas Salomón previamente fue considerada una subespecie.

## Alimentación y reproducción
Generalmente se alimentan de mamíferos como conejos, zarigüeyas y murciélagos. También pueden comer aves, pequeños reptiles e insectos. Las hembras, debido a su tamaño, pueden atrapar presas más grandes que los machos.
Forman parejas de por vida, se reproducen de julio a diciembre. Anidan en árboles altos en una plataforma de palos y ramas con una depresión central forrada con hojas verdes. La hembra hace una puesta de 2 o 3 huevos, que son incubados durante aproximadamente 35 días. Los polluelos abandonan el nido 35-40 días después de la eclosión. La hembra es generalmente responsable de la incubación de los huevos y la alimentación de los jóvenes. El macho hace la mayor parte de la caza.